# Олександр Іпсіланті
Олександр Іпсіланті (грец. Αλέξανδρος Υψηλάντης, 1792 — 31 січня 1828) — керівник (з 1820 р.) грецької таємної організації «Філікі Етерія», учасник франко-російської війни 1812 року, генерал-майор російської армії (1817). У 1821 р. сформував повстанську армію і підняв антиосманське повстання в Молдові, що стало сигналом до початку Грецької революції 1821-29 рр. Походив із відомої фанаріотської родини Іпсіланті. Син Костянтина Іпсіланті, господаря Волощини та князя Молдови, брат Деметріоса Іпсіланті. 

## Біографія
Олександр був старшим сином у родині, отримав домашнє виховання та освіту. У формулярному його списку відмічено лише «російською, німецькою, французькою та молдовською вміє читати та писати, знає алгебру».

### Служба в російській армії
Службу розпочав у 1808 році корнетом у Кавалергардському полку, у 1813 році він був переведений у чин підполковника до Гродненського полку. У 1812 році він брав участь у битвах при Клястіцах і при Полоцьку, у 1813 році — у битві при Бауцені, під Дрезденом. Під час відступу поблизу селища Бролись йому відірвало ядром праву руку, незабаром після цього він був переведений до чину полковника. У 1816 році Олександру Іпсіланті надано звання флігель-ад'ютанта. У 1817 році отримав звання генерал-майора із призначенням командиром 2-ї бригади 1-ї гусарської дивізії. 9 березня 1821 році він був звільнений від обійманої ним посади.

### «Філікі Етерія»
Наприкінці другого десятиріччя XIX століття Дунайські князівства і взагалі весь Балканський півострів були покриті мережею таємних комітетів «Філікі Етерія» — політичного товариства, що мало метою здійснити повстання усіх поневолених Османською імперією православних християн.
Після дворазової відмови знаменитого графа Каподистрії стати на чолі товариства, уповноважений пелопоннесців Ксанф переконав Олександра Іпсіланті взяти на себе керівництво організацією. Після чого новий голова цього таємного товариства вирушив на переговори з іншим уповноваженим пелопоннесців Папарігопуло, в Одесу, де зберігалася військова скарбниця «Етерії» — понад 5 000 000 франків, зібрана переважно з пожертвувань московських і таганрозьких греків. Папарігопуло повідомив Іпсіланті докладні відомості про засоби та плани спілки і радив почати військові дії з Дунайських князівств.

### Антиосманське повстання
Спочатку Іпсіланті думав вирушити з Трієста, висадитися в листопаді в одному з прибережних пунктів Майни, підняти населення 25 березня в день Благовіщення.
Знаючи, що Османська імперія не має права ввести свої війська в Дунайські князівства без згоди Російської імперії, вважав, що у разі повстання Порта або негайно надішле війська для придушення і таким чином, порушивши договір, дасть право Російській імперії оголосити їй війну, або ж вирішить випросити у неї згоди на виряджання війська, на що знадобиться багато часу, протягом якого повстання досягне значних успіхів.
Іпсіланті 22 лютого 1821 року перейшов Прут у супроводі двох своїх братів, Миколи та Георгія, полковника Кантакузена, Георгія Мано і польського офіцера Гарновського. Молдовський господар Міхай Суцу ІІ негайно приєднався до руху, а 24 лютого Іпсіланті видав у Яссах своє відоме звернення до греків.
У Волоському князівстві в цей час відбувалися серйозні заворушення через те, що бояри не хотіли визнавати влади призначеного Портою нового господаря, а бажали обрати на цю посаду когось зі свого середовища. Користуючись цією анархією, загін Сави Кашенарі захопив Бухарест. Проте вже з самого вступу до Молдови Іпсіланті викликав невдоволення мешканців цієї області: він оголосив, що першим завданням має звільнити греків, а румуни зовсім не бажали служити знаряддям честолюбних задумів іноземців. Крім того, Іпсіланті не вмів обирати собі помічників і зовсім не мав організаторського таланту. До бояр він звертався вкрай пихато, і не зумів зблизитися з найпопулярнішими ватажками повсталих. Розмістивши свою головну квартиру у Тирговіште, він став займатися призначенням чинів, балами, концертами, забувши зовсім про близькість османів, які швидко наступали на столицю. Проте головний удар було завдано Російською імперією: імператор Олександр Павлович виключив Іпсіланті зі служби, внаслідок чого від повсталих відпали всі ті, хто вірив, що Російська імперія їм допоможе.
Нарешті Іпсіланті відступив до річки Олт, перейшов її і 17 червня зайняв позицію поблизу монастиря Дрогошан, неподалік від Крайової, під австрійським кордоном. 19 червня 1821 року османи атакували повсталих. Дві атаки були відбитого, але при третій албанці вдарилися до втечі, за ними почали тікати й інші загони. Залишилась одна «священна фаланга», яка після відчайдушного опору була винищена майже повністю. Сам Іпсіланті перейшов кордон і був затриманий австрійською владою.
Унаслідок цього Валахія повернулася під владу османського султана. Іпсіланті разом зі своїм братом Миколою утримувався спочатку в угорській фортеці Мункач (Мукачівський замок), а потім переведений у Терезієнштадт. У 1827 році завдяки наполяганням Російської імперії, ув'язнені були звільнені, але за умови, що вони не виїдуть за межі Австрійської імперії. Іпсіланті незабаром помер від грудної хвороби, яка розвинулась у нього під час довгого ув'язнення.